# Berry Aviation
Berry Aviation (mã ICAO = BYA) là hãng hàng không của Hoa Kỳ, trụ sở ở San Marcos, Texas. Căn cứ chính của hãng ở Sân bay San Marcos.

## Lịch sử
Berry Aviation được thành lập và bắt đầu hoạt động từ năm 1983. Hãng có các chuyến bay thuê bao và vận chuyển hàng hóa cũng như chở bưu phẩm cho US Postal Service.

## Đội máy bay
(Tháng 6/2007):
- 5 Fairchild Metro II
- 11 Fairchild Metro III
- 2 Dornier 328-100
- 1 Citation 550